# Televisão noturna

Grade de programação dos EUA; de noite, a televisão noturna está em tons de verde e rotulados como "Late Fringe" e "Post Late Fringe"

A televisão noturna (em inglês: late night television) em grade de programação televisiva é uma faixa da programação do dia. Ela segue o horário nobre e precede um horário de programação considerado morto. A faixa geralmente vai ao ar entre às 23:30 e às 2:00 horas locais, com variações de acordo com o fuso horário.
Nos Estados Unidos e Canadá, no entanto, o termo "late night" (tarde da noite) é um sinônimo para late-night talk show, um tipo de programa de entrevistas cômico e de variedades. Assim, a televisão noturna é considerada a faixa de programação mais importante da América do Norte. Na maior parte das emissoras das principais redes, um telejornal local noturno vai ao ar no início dessa faixa. (Isso é quase universal no Canadá, sendo que com os telejornais locais noturnos cumprem facilmente os requerimentos de conteúdos canadenses.)
No Reino Unido, a faixa da televisão noturna é das 23:00 até a 0:30 e não é visto como uma prioridade; a ITV e o Channel 4 reprisam programas nesse espaço de tempo, e os canais da BBC, principalmente mostram a BBC World News, exibem filmes ou reprises de documentários. Da mesma forma, a televisão australiana vão ao ar principalmente os programas noturnos americanos, com prioridade mais baixa para série importadas ou estouros de intervalo de tempo da  programação esportiva no final da noite.
Na televisão por assinatura, estratégias de programação neste intervalo de tempo incluem repetições de programas do horário nobre, e no caso de canais infantis, eles saem do ar permitindo que uma programação orientadas para adultos seja exibida durante a noite, sob outra marca. Um exemplo é o infantil do canal Nickelodeon, que muda para Nick at Nite, em uma hora quando a maioria das crianças pré-adolescentes vão dormir. O Nick at Nite normalmente leva ao ar uma programação de séries, tais como reprises de sitcoms, que pode ter linguagem grosseira e temas adultos.
A programação noturna do Japão é reservado para o late night anime, que tem como público alvo os mais velhos. Isto também é uma realidade para o canal por assinatura norte-americano Cartoon Network, que tem como alvo crianças e jovens adolescentes durante o dia e no horário nobre, mas as mudanças ao longo de sua marca Adult Swim no horário da televisão noturna.